# 世界には4種類の国がある
世界には4種類の国がある（せかいには4しゅるいのくにがある）は、サイモン・クズネッツによって残された言葉。

## 概要
1960年代に残された言葉である。全文は「世界には4種類の国がある: 先進国、開発途上国、日本、そしてアルゼンチンである」(There are four kinds of countries in the world: developed countries, undeveloped countries, Japan and Argentina.)である。
クズネッツは日本のことを急速な工業化と高度成長を実現した国であるとしている。アルゼンチンは先進国であったが衰退した国であるとしている。
アルゼンチンというのは第一次世界大戦前は世界でも特に豊かな国であり、1910年の1人あたりのGDPは英国の8割ほどでドイツを上回っていた。だが1930年代の世界恐慌で小麦などの第一次産業の産品が下落して、それから保護主義による工業化に踏み出したものの、その政策の失敗と政情の不安定から長期にわたる低落をもたらしたのである。
2001年の財務省財務総合政策研究所の「経済の発展・衰退・再生に関する研究会」報告書では日本の景気が低迷している昨今にクズネッツの世界には4種類の国があるという言葉が持ち出された上で、日本もアルゼンチンのようになるのではないかと危機感が持たれている。日本は高度経済成長後の2度にわたる石油危機はうまく乗り越えたものの、バブル崩壊からの1990年代より長期的な低迷に甘んじている。デフレ経済への転換が進む中での雇用状況は悪化して、所得分配も悪化している。このような閉塞状況は失われた10年と呼ばれているが、10年以上が経った時点でも払拭されていない。この失われた10年という言葉は元々はラテンアメリカ諸国が対外債務危機の下で経済停滞とハイパーインフレーションに苦しんだ事態を表す言葉であった。対外債務危機が広がった1982年から1989年にかけてラテンアメリカで1人あたりの実質所得の伸びが最も低迷したのはアルゼンチンであった。このためアルゼンチンは失われた10年の元祖のような存在である。そして日本もアルゼンチンと同様に経済衰退をしているようである。このためクズネッツより後の時代に世界には4種類の国があるという言葉が持ち出されて日本とアルゼンチンが比較されているのである。
2023年の読売新聞ではクズネッツの世界には4種類の国があるという言葉が持ち出された上で、日本経済は衰退しているという内容の記事が掲載された。これによると2023年の名目GDPは日本はドイツに抜かれて世界第4位になったということであった。ドイツに抜かれたのは55年ぶりということであった。1968年に日本は西ドイツを抜いて世界2位の経済大国になっていた。だが2010年に中国に抜かれて世界3位になり、2023年にドイツに抜かれて世界4位になったのである。1993年には日本の名目GDPは世界で2割のシェアを占めていたものの、2023年には4パーセントにまで低下したのである。